# Народный фронт освобождения Палестины — Главное командование
Народный фронт освобождения Палестины — Главное командование или Основное командование (араб. الجبهة الشعبية لتحرير فلسطين - القيادة العامة‎), сокращённо НФОП-ГК — небольшая палестинская националистическая военизированная организация, признанная террористической в ряде стран. Была основана в октябре 1968 года бывшим капитаном сирийской армии Ахмадом Джибрилем из-за разногласий с Жоржем Хабашем и другими лидерами НФОП. Джибрил являлся генеральным секретарём НФОП-ГК вплоть до своей смерти.
Численность организации составляют несколько сотен боевиков. Она имеет штаб-квартиру в Дамаске, ячейки — в Ливане и Европе; пользуется поддержкой Сирии и Ирана. У организации имеется собственное боевое крыло под названием «бригады Джихада Джибриля».
НФОП-ГК признана террористической организацией в Канаде, Японии, Великобритании, Европейском союзе и США.
При создании организации Джибрил провозгласил, что необходимо активнее заниматься вооружённой борьбой и меньше внимания уделять политике. НФОП-ГК находилась в оппозиции Народному фронту освобождения Палестины Наифа Хаватме и ФАТХ Ясира Арафата, хотя до 1974 года являлась членом ООП. Джибрил называл свою организацию «пионерами» в проведении терактов-самоубийств против Израиля, первым из которых он считал нападение на Кирьят-Шмону в 1974 году. Эти акции отличались от терактов-самоубийств 90-х и 2000-х годов с использованием поясов шахидов, боевики были вооружены огнестрельным и холодным оружием и убивали израильтян до тех пор, пока их самих не уничтожали. При этом боевик знал, что у него нет пути отступления.
НФОП-ГК крайне отрицательно отнеслась к соглашениям в Осло.
Террористы использовали разнообразные технические средства: воздушные шары, мотодельтапланы и т. п.
Среди наиболее громких терактов НФОП-ГК — взрыв швейцарского самолёта в 1970 году, в ходе которого погиб 41 человек, бойня в школьном автобусе из Авивим (12 убитых, в том числе 9 детей), резня в Кирьят-Шмоне в 1974 году, в ходе которой было убито 18 израильских граждан.
В мае 1985 года боевики НФОП-ГК захватили трех израильских солдат в Ливане, выдвинув требования их обмена на палестинских заключенных, представив список более чем в тысячу человек. Требования были выполнены: в числе освобожденных палестинских заключенных были такие известные люди как Джибриль Раджуб (в последующем ставший главой службы безопасности ПНА) и духовный лидер движения ХАМАС шейх Ахмед Ясин. В 1987 году двое диверсантов НФОП-ГК проникли на территорию Израиля (близ Кирьят-Шмона) на дельтаплане и убили шестерых израильских солдат. Данный теракт получил название «Ночь дельтапланов».
С конца 80-х годов группировка не совершала крупных вооружённых акций против Израиля и в значительной степени была неактивна.
Организация участвовала в гражданской войне в Сирии на стороне правительства Башара Асада. После падения режима Асада в мае 2025 года новые сирийские власти арестовали генерального секретаря организации Талаля Наджию, который возглавил организацию в 2021 году после смерти Джибриля.